# Neobisium simargli
Neobisium simargli är en spindeldjursart som beskrevs av Bozidar P.M. Curcic 1988. Neobisium simargli ingår i släktet Neobisium och familjen helplåtklokrypare. Inga underarter finns listade i Catalogue of Life.